# Xenophilos von Argos
Xenophilos von Argos (altgriechisch Ξενόφιλος) war ein griechischer Bildhauer der Antike. Er stammte aus Argos und war der Sohn eines Straton. Er wurde meist zusammen mit seinem Sohn, dem Bildhauer Straton, erwähnt.
Alleine signierte er die Statue eines Patrokleidas im Asklepieion von Epidauros und eine bei der Tholos von Delphi gefundene Basis.
Nach Pausanias waren Xenophilos und sein Sohn Straton die Urheber der Kultstatuengruppe des Asklepiosheiligtums von Argos. Sie bestand aus der sitzenden Marmorstatue des Asklepios und einer stehenden Marmorstatue der Hygieia. In dem Heiligtum soll es auch Statuen für die beiden Künstler selbst gegeben haben. Xenophilos und Straton wurden in mehreren Inschriften aus Argos, Kleonai, Epidauros, Sikyon und Delphi erwähnt. 
Anhand der Schriftart der Inschriften und der Weihenden, die in den Inschriften zum Teil ebenfalls erwähnt werden, lässt sich die Schaffenszeit von Xenophilos und Straton etwa zwischen 130 und 80 v. Chr. datieren. Aus den Inschriften geht hervor, dass Xenophilos der Sohn eines weiteren Straton war und das der mit ihm tätige Straton sein Sohn war.